# Poder hutu
Poder hutu (Hutu Power) era una ideologia supremacista propugnada pels extremistes hutus a Ruanda. Va contribuir al genocidi ruandès de 1994 contra els tutsis. Els partits i moviments polítics del poder hutu eren l'"Akazu", la Coalició per la Defensa de la República i la seva milícia paramilitar "Impuzamugambi" i el governamental Moviment Republicà Nacional per la Democràcia i el Desenvolupament i la seva milícia paramilitar "Interahamwe".

## Ideologia
Hassan Ngeze el 1990 va crear els "Deu Manaments Hutu" que van servir com a base de la ideologia poder hutu. Els "Manaments" demanaven la supremacia dels hutus a Ruanda, reclamant el lideratge hutu exclusiu sobre les institucions públiques i la vida pública de Ruanda, la segregació completa d'hutus i tutsis i l'exclusió total dels tutsis per part d'institucions públiques i vida pública. La ideologia del poder hutu mostrava els tutsis com a estrangers inclinats a restaurar una monarquia dominada pels tutsi i idealitzava tot el que era hutu.
Els manaments van declarar que qualsevol forma de relació entre hutus i dones tutsis estava prohibida; i que qualsevol hutu que "es casés amb una dona tutsi", "amistancés una dona tutsi", o "emprés una dona tutsi com a secretària o concubina" era un "traïdor" al poble hutu. Va denunciar als tutsis com a "deshonestos" en els negocis on "l'únic objectiu és la supremacia del seu grup ètnic"; i va declarar que qualsevol hutu que fes negocis amb un tutsi era un traïdor al poble hutu. Els manaments van declarar que "els hutus haurien de deixar de tenir pietat dels tutsis" i es referia als tutsis com "enemic tutsi comú".

## Context
Poder Hutu va ser fundat en febrer 1993 després d'un atac del Front Patriòtic Ruandès que va derrotar les forces governamentals i van provocar la fugida d'un milió de civils durant la Guerra Civil ruandesa. Segons Jean Paul Kimonyo, conseller polític al gabinet del president de Ruanda Paul Kagamé, el seu nucli, l'akazu, és constituït de pròxims a la família de l'expresident ruandès Juvénal Habyarimana i de la seva esposa, Agathe Habyarimana.
El moviment ha animat el govern interí ruandès, constituït als dies que van seguir l'atemptat del 6 d'abril de 1994 contra el president Habyarimana. Aquest govern ha entrenat a la seva acció exterminadora un gran nombre de pagesos, professors, metges, universitaris, comerciants, jutges, religiosos, burgmestres, prefectes, gràcies a una campanya mediàtica poderosa i eficaç llançada des de 1990, per la Radio Mille collines, i la formació l'any 1992 d'una milícia de joves, els Interahamwe.
Aquesta idea de l'Akazu avançat pels cercle pròxims de Paul Kagame i publicitat per diversos periodistes europeus a continuació per diferents associacions, ha estat confirmada "més enllà de tot dubte raonable" pel Tribunal Penal Internacional per a Ruanda (TPIR) l'any 2008 i 2009.
Jean-Pierre Chrétien associa el moviment al feixisme tropical.

## Història
El regne ruandès era tradicionalment governat per un mwami, o rei tutsi. Tot indica que els poble hutu i twa foren inclosos en el govern, tot i que els twa eren molt menys representats que els hutu que era més nombrós en termes de població. La divisió entre tutsis i hutus sovint es refereix a un sistema de castes. Així, un hutu podria arribar al rang de tutsi a través del matrimoni o per mèrits. Els tutsis, sent principalment pastors, tenia un lloc important en la societat ruandesa en comparació als hutus agricultors i els twa caçadors-recol·lectors i terrissaires.
La societat va crear concepcions d'estatus social basades en les tradicions de cada grup:
- Els twa, que treballaven directament amb terra (a través de la ceràmica), eren considerats impurs;
- El hutus, que també treballen amb la terra, però eren considerats menys "purs" que els tutsis, que no treballaven directament amb la terra.[6]

Quan Alemanya i després Bèlgica van colonitzar el regne, van reinterpretar l'estratificació com una divisió de races o grups ètnics, percebuts a través de les hipòtesis hamítiques. Autors europeus com John Hanning Speke va descriure el tutsis com a 'hamítics' originals, després d'haver fet una invasió nilòtica de l'Etiòpia moderna, portant la civilització a la raça negre. Això va donar lloc a favoritisme vers els tutsis, a expenses de hutus i twas per part de l'administració colonial. A més, van imposar un sistema de cartes d'identitat i classificació ètnica en el cens, que van reforçar una divisió ètnica artificial i van contribuir a tensions entre grups.

### Canvi en el govern colonial belga
Cap al final del govern belga, el govern va començar a afavorir els hutus, que s'organitzaven per a més influència. Més significativament, l'administració belga temia l'ascens del comunisme i un règim socialista panafricà dirigit per Patrice Lumumba. A continuació, Guy Logiest va establir les primeres eleccions democràtiques a Rwanda per evitar una política més radical. Com eren la majoria de la població, els hutu van elegir els seus candidats a millors posicions en el nou govern.

### Formació de Poder Hutu
El primer president elegit Grégoire Kayibanda, un hutu, va usar les tensions ètniques per preservar el seu propi poder. Els radicals hutus, treballant amb el seu grup (i després contra ell), van cooptar la hipòtesi hamítica, retratant als tutsis com a forasters, invasors i opressors de Ruanda. Alguns radicals hutus van demanar que els tutsis "tornessin a Abissínia", una referència a la seva suposada pàtria. Aquest concepte primerenc del poder hutu va idealitzar una invasió prèvia a Ruanda: un territori "èticament pur", dominat pels hutus.

### Sota Habyarimana
El 1973, el ministre general i de defensa Juvénal Habyarimana, un hutu ètnic recolzat per ruandeses del nord més radicals, va enderrocar Kayibanda i el va matar a ell i la seva dona. Molts dels seus partidaris van ser del seu districte al nord, descendents dels regnes hutu que havien estat semiautònoms abans de l'època colonial. L'administració resultant va resultar millor per als tutsis, la violència patrocinada pel govern va ser més esporàdica que la de Kayibanda.
Amb les condicions econòmiques difícils i amenaçades per la invasió del Front Patriòtic Ruandès (RPF), Habyarimana va tornar a inflamar les tensions ètniques.

### Veus del poder hutu
Poder Hutu va adquirir una varietat de portaveus. Hassan Ngeze, empresari reclutat pel govern per combatre la publicació tutsi Kanguka va crear i editar Kangura, un butlletí radical del poder hutu. Va publicar els "Deu Manaments Hutu", que va incloure el següent:
- Hutu i Tutsi no es podien casar entre ells;
- El sistema educatiu ha d'estar format per una majoria hutu (que reflecteix la població); i
- Les forces armades ruandeses han de ser exclusivament hutu.

L'emissora Radio Télévision Libre des Mille Collines va emetre programes de ràdio que suggerien el final de la tolerància dels tutsis, la repetició dels deu manaments hutus i la construcció de suport per a la ideologia del poder hutu. Dues veus principals de RTLM van ser els locutors Valérie Bemeriki i Georges Rutge. La repetició dels Deu Manaments Hutu va ser un intent de mobilitzar la població per ajudar a erradicar els tutsis, que van ser retratats com a amenaçadors de l'ordre social i polític aconseguit des de la independència, i tal com ho preveia l' Akazu. El polític Léon Mugesera va pronunciar un discurs el novembre de 1992, on afirmava: No tingueu por, sabeu que algú amb el coll no tallat és qui tallarà el coll ... Deixeu-los empaquetar les bosses, deixeu-les anar, de manera que ningú tornarà aquí per parlar i ningú no us portarà retalls que afirmen ser banderes! Als programes de ràdio freqüentment es referien als tutsis com inyenzi, una paraula Kinyarwanda que significa panerola, encara que el terme també havia estat una autodescripció per membres del Front Patriòtic Ruandès.

### Mobilització pel genocidi
Durant els intents de negociació (acords d'Arusha) entre el govern de Ruanda i el Front Patriòtic Ruandès, radicals hutus va començar al·legant que Habyarimana estava sent manipulat pels tutsis i hutus no radicals. Van difamar la primera ministra Agathe Uwilingiyimana. Després de l'assassinat d'Habyarimana, un acte que aleshores s'especulava atribuït als extremistes tutsis, les forces del poder hutu van mobilitzar les milícies, sobretot a Interahamwe i les màfies per dur a terme els assassinats en massa del genocidi ruandès. La Guàrdia Presidencial de l'exèrcit va matar la primera ministra Uwilingiyimana i alguns altres líders governamentals moderats.

## Conseqüències
La derrota del govern pel FPR va acabar amb el genocidi, i el moviment poder hutu va ser totalment desacreditat i suprimit.
Molts portaveus de Poder Hutu van ser detinguts després del genocidi, van ser acusats i van ser processats. Ngeze va ser condemnat a 35 anys de presó. El 2005, Mugesera va ser deportada del Canadà a Rwuanda per ser processada pel seu paper en els assassinats.